# Zaora morbillosa
Zaora morbillosa är en insektsart som beskrevs av Walker, F. 1869. Zaora morbillosa ingår i släktet Zaora och familjen syrsor. Inga underarter finns listade i Catalogue of Life.